# Cássio Loredano
Cássio Loredano   (Rio de Janeiro, 17 de juliol de 1948) és un caricaturista brasiler.

## Trajectòria
En paraules del dibuixant Millôr Fernandes: «fill d'un oficial de cavalleria, Loredano es va sentir obligat a desmantellar l'ésser humà des de petit». De 1949 a 1971 va viure entre Paraná, Minas Gerais, Rio Grande do Sul i São Paulo. També va fer de reporter i redactor de diaris i periodista radiofònic des del 1968 fins al 1972, quan es va decidir a dedicar-se exclusivament a la caricatura. Va treballar als diaris O Pasquim, Opinião, O Globo, O Estado de S. Paulo i el Jornal do Brasil. També va viure a Alemanya, França, Itàlia i Espanya, col·laborant en publicacions periòdiques com Frankfurter Allgemeine Zeitung, Die Zeit, La Repubblica, Il Globo, Libération , Magazine Littéraire i El País.
Loredano té un estil únic a l'hora de crear caricatures. Amb una línia precisa i dinàmica que destaca per la seva captura de gestos i impressions.